# رالف بونت
رالف بونت Ralf Bönt (ولد في ليش (هسن) في عام 1963) هو أديب ألماني, كتب الرواية والقصة القصيرة والمقالة الصحفية.

## حياته
نشأ في بيلفلد, ودرس الميكانيكا والفيزياء, وعمل في العديد من المؤسسات البحثية غي جينيف وفي نيويورك. وله العديد من الإسهامات العلمية في تلك المجالات.
ومنذ عام 1994 عمل بونت كاتبا حرا. ونشر العديد من القصص والروايات, والمقالات الصحفية والتمثيليات الإذاعية, وكذلك المختارات الأدبية. ويعيش حاليا في برلين.

## أدبه
تتناول أعمال رالف بونت, قضية الإنسان الذي يسعى إلى الحرية من الزمن، ومن العالم الذي يكبل روحه بالقيود التي يعيق هذا السعي إلى الحرية. ولكنه يبقى سجين ما يريد الهروب منه.

## أعماله
- إيكس 1999
- الذهب 2000
- مذكرات المدينة المثالية 2001
- الصمت في برلين 2006

## وصلات خارجية
- الموقع الرسمي للكاتب

1. ↑   https://web.archive.org/web/20230419165702/https://www.pen-deutschland.de/de/pen-zentrum-deutschland/mitglieder/. مؤرشف من الأصل في 2023-04-19. اطلع عليه بتاريخ 2021-03-15. {{استشهاد ويب}}: |archive-url= بحاجة لعنوان (مساعدة) والوسيط |title= غير موجود أو فارغ (من ويكي بيانات) (مساعدة)